# Космос-2542
Космос-2542 (Матрёшка)  — российский военный спутник-инспектор, запущенный по программе Нивелир 25 ноября 2019 года в 17:52 UTC с космодрома Плесецк ракетой-носителем легкого класса «Союз-2.1в».
Спутник создан на базе унифицированной мультифункциональной космической платформы (военный индекс 14Ф150), разработан и изготовлен АО «НПО Лавочкина».
Согласно описанию, спутник может быть использован для дистанционного зондирования Земли, благодаря расположенной на борту фотоаппаратуре, и/или наблюдения с больших расстояний других объектов на орбите, в том числе для мониторинга состояния отечественных спутников.
6 декабря от «Космоса-2542» отделился аппарат, который, предположительно, получил номер «Космос-2543».

## Первоначальные орбитальные данные спутника
- Перигей — 368 км
- Апогей — 858 км
- Период обращения вокруг Земли — 96,95 минуты
- Угол наклона плоскости орбиты к плоскости экватора Земли — 97,902°

## Хронология
25 ноября 2019 года в 17:52 UTC с космодрома Плесецк был успешно произведен пуск ракеты-носителя легкого класса «Союз-2.1в» с космическим аппаратом, разработанным в интересах Министерства обороны Российской Федерации.
25 ноября 2019 года в 18:00 UTC блок выведения «Волга» с космическим аппаратом штатно отделился от ракеты-носителя «Союз-2.1в»
6 декабря 2019 года Министерство обороны России сообщило, что от многофункциональной платформы на орбите отделился малый субспутник.
9 декабря 2019 года астроном-любитель Нико Янссен обратил внимание, что плоскость орбиты, на которую был запущен «Космос-2542», меньше чем на градус отличается от орбиты американского разведывательного спутника USA-245.
11 февраля 2020 года генерал ВВС США Джон Рэймонд завил Time, что в Вашингтоне обеспокоены «преследованием» американского спутника двумя российскими космическими аппаратами «Космос-2542» и «Космос-2543».
17 февраля 2020 года МИД России в ответ на заявление Джона Рэймонда сообщило, что передвижение спутника «Космос-2542» не представляет угрозы и не нарушает норм международного права.
Согласно данным орбитального слежения, в период с 21 по 26 апреля 2020 года «Космос-2542» опустил свой перигей до 300 километров и, следовательно, больше не имел синхронизации со спутником USA-245. В течение лета 2021 года «Космос-2542» совершал маневры для ресинхронизации своей орбиты с орбитой военного спутника USA-245, сообщил 25 августа Нико Янссен, независимый наблюдатель спутника. По словам Янссена, 2 августа «Космос-2542» прошёл на расстоянии 34 км от USA-245, а 13 августа — на расстоянии 53 км от предполагаемой цели.
24 октября 2023 года, по данным Командования воздушно-космической обороны Северной Америки (NORAD), спутник сошел с орбиты и сгорел в атмосфере.